# Baklängeslivet
Baklängeslivet är den tredje och sista Per Nilsson-boken i bokserien om Nils Persson, men Nils är även med i Du & Du & Du. De andra böckerna är Mellan vakna och somna och Viktiga saker.

## Handling
Baklängeslivet handlar om en man, som föds från sin dödsdag. Han börjar sitt liv som Emil Mörck, en gammal man som flyttar in i ett höghus i Malmö. Där möter han för första gången en liten kille, som allt medan han blir äldre, blir Emil yngre. Denna man förföljer Emil genom hela livet för att få reda på hans hemlighet. Emil måste byta namn och flytta vart tionde år eftersom alla annars märker att han blir yngre.